# Concert du nouvel an 2023 à Vienne
Le concert du nouvel an 2023 de l'orchestre philharmonique de Vienne, qui a lieu le 1er janvier 2023, est le 83e concert du nouvel an donné au Musikverein, à Vienne, en Autriche.
Le 1er janvier 2022, l’orchestre philharmonique de Vienne communique le nom du chef qui dirigera le concert à venir : il s'agit, pour la troisième et dernière fois, de l'Autrichien Franz Welser-Möst,,, dix ans après sa dernière apparition.
Le programme est présenté le 30 septembre 2022. Treize pièces sur les dix-huit au total sont jouées pour la première fois, dont l'intégralité de la première partie et les quatre premières de la deuxième partie, ce qui en quantité constitue le record de nouvelles œuvres à un concert du nouvel an.

## Programme
Les pièces suivies d'un astérisque (*) sont jouées pour la première fois

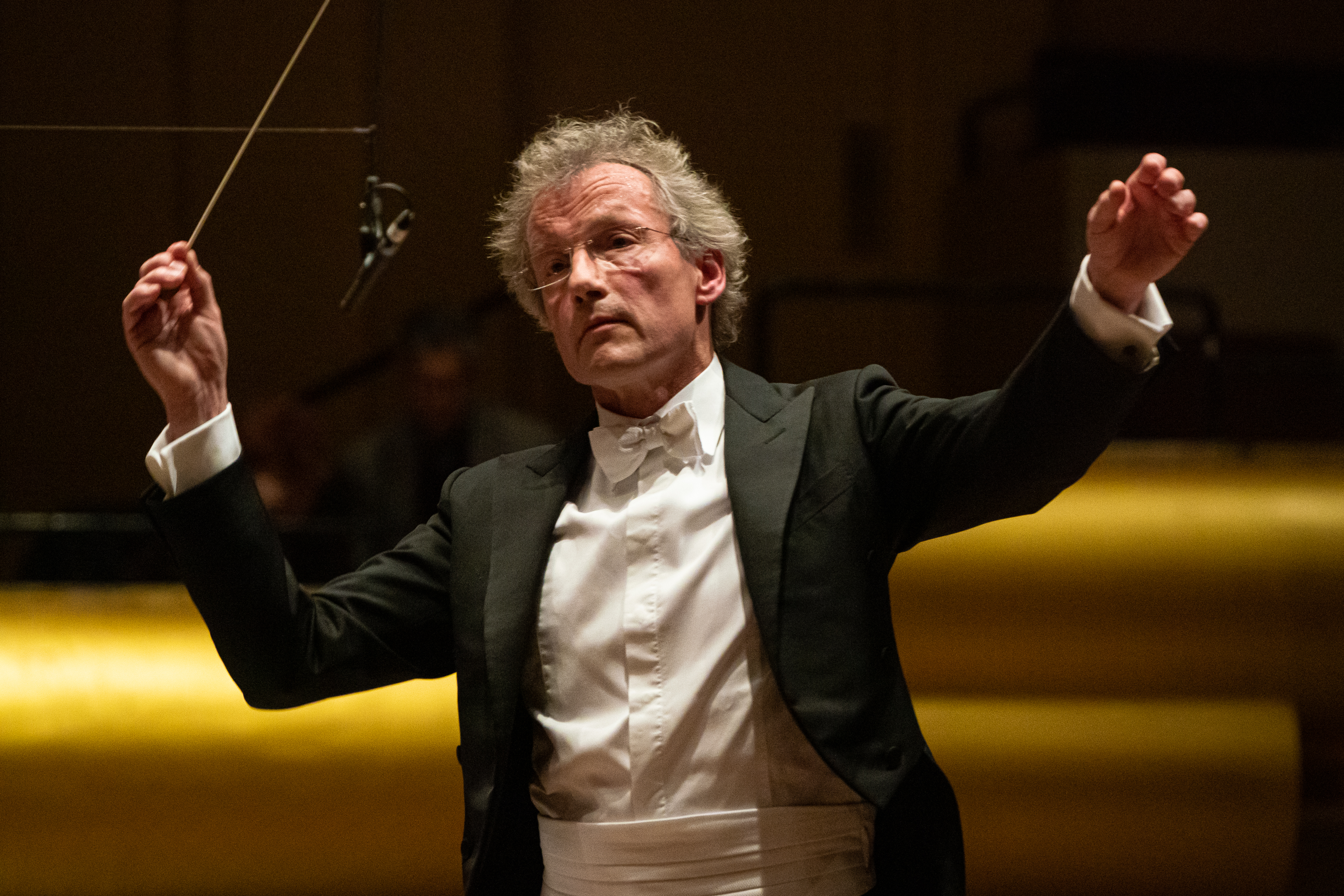
Franz Welser-Most (en 2020)

### Première partie
1. Eduard Strauss : Wer tanzt mit, polka rapide, op. 251*
2. Josef Strauss : Heldengedichte, valse, op. 87*
3. Johann Strauss II : Zigeunerbaron-Quadrille, quadrille, op. 422*
4. Carl Michael Ziehrer : In lauschiger Nacht, valse, op. 488*
5. Johann Strauss II : Frisch heran, polka rapide, op. 386*

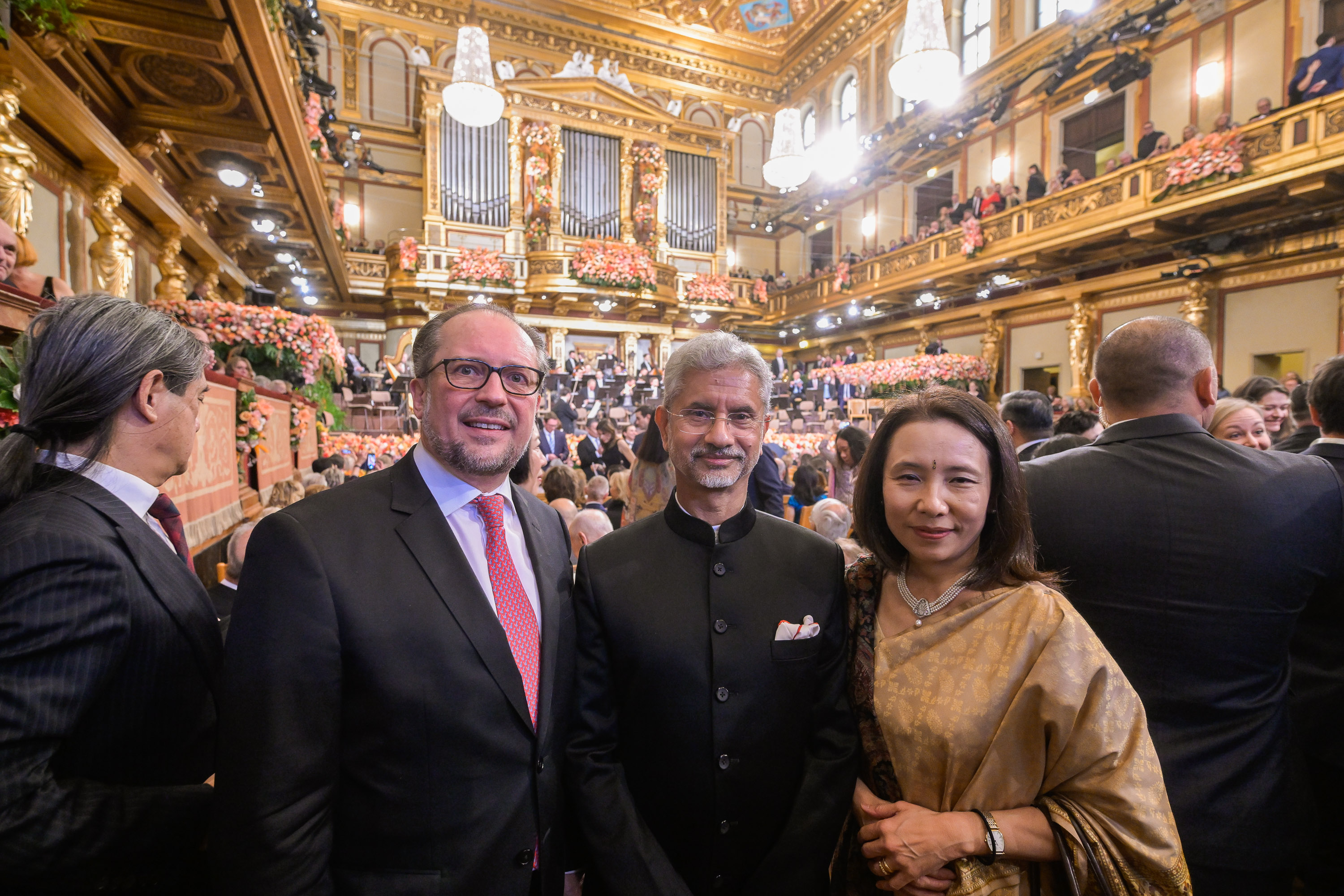
Le ministre des Affaires étrangères autrichien Alexander Schallenberg au concert du nouvel an 2023 à Vienne avec ses invités, le ministre indien des Affaires étrangères Subrahmanyam Jaishankar et son épouse Kyoko Somekawa

### Deuxième partie
1. Franz von Suppé : ouverture de l'opérette Isabella*
2. Josef Strauss : Perlen der Liebe, valse, op. 39*
3. Josef Strauss : Angelica-Polka, polka française, op. 123*
4. Eduard Strauss : Auf und davon, polka rapide, op. 73*
5. Josef Strauss : Heiterer Muth, polka française, op. 281, version chantée
6. Josef Strauss : For ever, polka rapide, op. 193*
7. Josef Strauss : Zeisserln, valse, op. 114*
8. Josef Hellmesberger II : Glocken-Polka mit Galop, polka tirée du ballet Excelsior*
9. Josef Strauss : Allegro fantastique, fantaisie pour orchestre, Anh. 26b*
10. Josef Strauss : Aquarellen, valse, op. 258

### Rappels
1. Johann Strauss II : Banditen-Galopp, polka rapide, op. 378
2. Johann Strauss II : Le Beau Danube bleu, valse, op. 314
3. Johann Strauss : Marche de Radetzky, marche, op. 228